# Sergio de Rádonezh
Sergio de Rádonezh (en ruso: Сергий Радонежский, Sergui Rádonezhski; с.1315 - 1392) fue un stárets ruso, el más importante reformador monástico de la Rusia medieval. Junto con san Serafín de Sarov, es uno de los santos más venerados de la Iglesia ortodoxa rusa. Es uno de los pocos santos ortodoxos que vivieron después del gran cisma en ser también venerado por la Iglesia católica.

## Biografía
Se desconoce su fecha exacta de nacimiento. Aunque tradicionalmente se ha aceptado que fue en 1314, su biografía medieval aclara que pudo ser entre ese año y el 1322. Su lugar de nacimiento también es tema de debate. Comúnmente se acepta que nació en Rostov, en una familia de boyardos. Aunque el monje Epifanio, autor de su biografía, agrega que realmente nació en "un pueblo de la zona, que está dentro del principado de Rostov, no muy cerca de la ciudad de Rostov". Debido a esto, se han propuesto otros lugares como el sitio de su nacimiento.
Sus padres le colocaron de nombre Bartolomé (en ruso: Варѳоломе́й), en honor al apóstol Bartolomé. Tuvo dos hermanos, Esteban y Pedro.

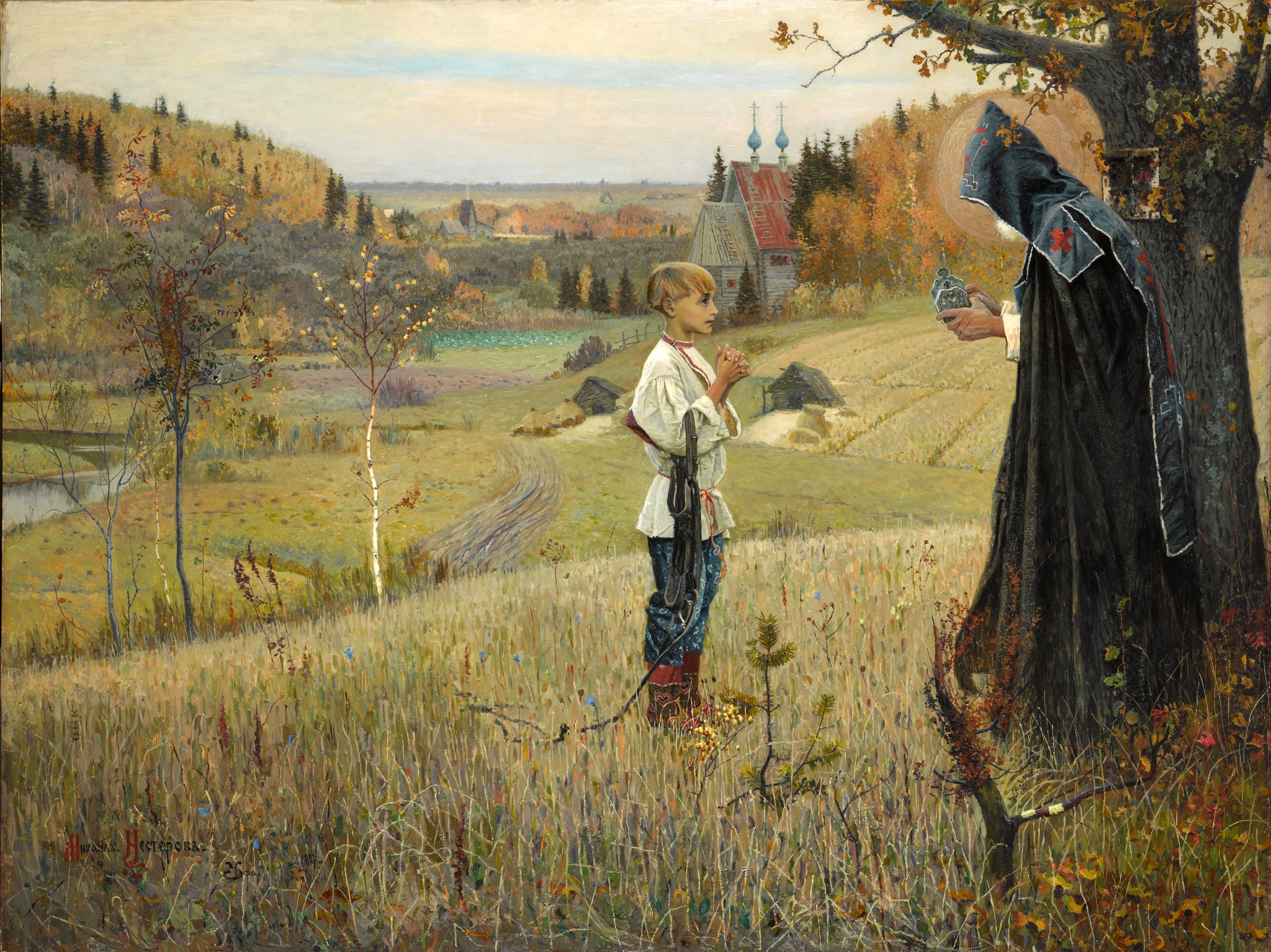
La visión del joven Bartolomé, de Mijaíl Nésterov; 1890.

Aunque era un niño inteligente, Bartolomé tuvo grandes dificultades para aprender a leer. Su biografía afirma que un día un starets (anciano espiritual) se encontró con él y le dio un trozo de prosfora (pan sagrado) para comer, y desde ese día en adelante fue capaz de leer. Los cristianos ortodoxos interpretan el incidente como una visita angelical.
Cuando el Principado de Rostov cayó en manos del Príncipe Iván Danilovich del Gran Ducado de Moscú, él y sus padres tuvieron que mudarse a una villa llamada Radonezh.

### Vida monástica
Tras la muerte de sus padres, Bartolomé se trasladó a Jotkovo, cerca de Moscú, donde su hermano mayor, Esteban, era monje. Convenció a Esteban de que buscara un lugar más apartado para vivir la vida ascética. Decidieron construir una celda monástica y una iglesia dedicada a la trinidad en el espeso bosque alrededor de la colina de Makovets. Esa iglesia se terminó convirtiendo en la catedral de Laura de la Trinidad y San Sergio.
Bartolomé decidió seguir a su hermano y convertirse en monje, tomando el nombre de Sergio. Vivió junto a él de forma solitaria en el bosque, pero con el pasar del tiempo se le unieron otros monjes y creyentes. El asentamiento se terminó convirtiendo en la ciudad de Sérguiyev Posad. Sergio se convirtió en abad, y luego en sacerdote.
Durante el reinado de Dmitri Donskói, Sergio y sus discípulos comenzaron a difundir sus enseñanzas por el centro y norte de Rusia, fundando asentamientos e iglesias en lugares inhóspitos y deshabitados de forma deliberada. En total, los discípulos de Sergio fundaron unos 40 monasterios, ampliando así enormemente la extensión geográfica de su influencia y autoridad. Alejo de Moscú, Arzobispo metropolitano de Moscú, escogió a Sergio para que se convirtiera en su sucesor, pero Sergio terminó rechazando el llamado.
Como asceta, Sergio no participó en la vida política del país. Sin embargo, bendijo a Dmitri Donskói cuando éste fue a luchar contra los tártaros en la importante batalla de Kulikovo.

Murió el 23 de septiembre de 1392. Su cuerpo incorrupto fue desenterrado en 1422 y colocado en la catedral de Laura de la Trinidad y San Sergio que él fundó.

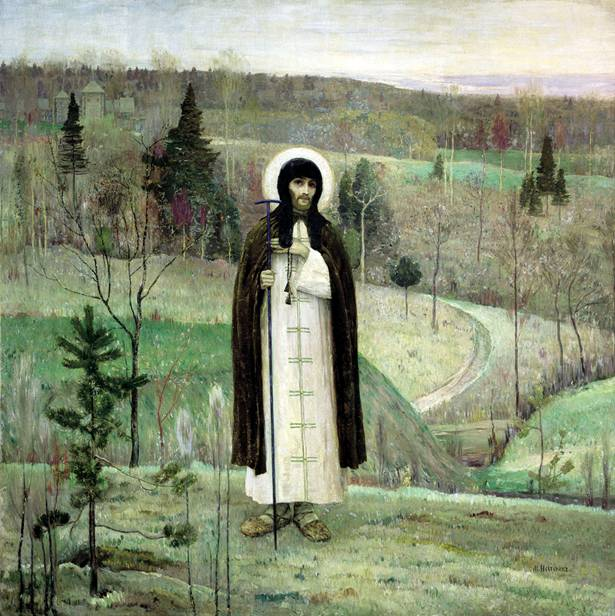
San Sergio de Rádonezh (1896), por Mijaíl Nésterov.

## Legado y canonización
Sergio fue canonizado por la iglesia ortodoxa rusa en el año 1452, aunque se tienen registros oficiales donde ya lo se llama santo desde 1442. La iglesia ortodoxa lo conmemora en dos fechas; el 25 de septiembre, fecha de su muerte, y el 5 de julio, cuando se descubrió su cuerpo incorrupto.
Unos años antes, en 1449, el papa Nicolás V decidió agregarlo al calendario de santos de la iglesia católica. En 1940, el papa Pío XII aprobó la veneración de santos de otras denominaciones que hayan sido canonizados por papas anteriores, entre ellos, Sergio de Rádonezh. En 1969, el papa Pablo VI lo reintegró de forma permanente en el martirologio romano. Su festividad es el 25 de septiembre.
Sergio también es venerado en la Comunión Anglicana. La iglesia de Inglaterra acordó su festividad el 25 de septiembre.